# فینال‌های ان‌بی‌ای ۱۹۷۶
سری فینال‌های قهرمانی جهان ان‌بی‌ای ۱۹۷۶ مرحلهٔ قهرمانی اتحادیهٔ ملی بسکتبال (ان‌بی‌ای) در فصل ۷۶–۱۹۷۵ می‌باشد. بوستون سلتیکس از کنفرانس شرق برابر فینیکس سانز از کنفرانس غرب در یک سری بازی بهترین از هفت قرار گرفت. در پایان، بوستون با برتری ۴ بر ۲ برابر فینیکس، توانست برای سیزدهمین بار عنوان قهرمانی ان‌بی‌ای را به‌دست بیاورد.
جو جو وایت از تیم بوستون نیز به عنوان باارزش‌ترین بازیکن سری پایانی انتخاب شد.

## پیش‌زمینه

### مسیر فینال
| # | کنفرانس غرب         | کنفرانس غرب | کنفرانس غرب | کنفرانس غرب | کنفرانس غرب   |
| # | تیم                 | برد         | باخت        | درصد برد    | بازی‌های پشت‌سر |
| - | ------------------- | ----------- | ----------- | ----------- | ------------- |
| ۱ | z-گلدن استیت واریرز | ۵۹          | ۲۳          | ۰٫۷۲۰       | –             |
| ۲ | x-سیاتل سوپرسانیکس  | ۴۳          | ۳۹          | ۰٫۵۲۴       | ۱۶            |
| ۳ | x-فینیکس سانز       | ۴۲          | ۴۰          | ۰٫۵۱۲       | ۱۷            |
| ۴ | y-میلواکی باکس      | ۳۸          | ۴۴          | ۰٫۴۶۳       | ۲۱            |
| ۵ | x-دیترویت پیستونز   | ۳۶          | ۴۶          | ۰٫۴۳۹       | ۲۳            |
|   |                     |             |             |             |               |
| ۶ | لس آنجلس لیکرز      | ۴۰          | ۴۲          | ۰٫۴۸۸       | ۱۹            |
| ۷ | پورتلند تریل بلیزرز | ۳۷          | ۴۵          | ۰٫۴۵۱       | ۲۲            |
| ۸ | کانزاس سیتی کینگز   | ۳۱          | ۵۱          | ۰٫۳۷۸       | ۲۸            |
| ۹ | شیکاگو بولز         | ۲۴          | ۵۸          | ۰٫۲۹۳       | ۳۵            |

| # | کنفرانس شرق             | کنفرانس شرق | کنفرانس شرق | کنفرانس شرق | کنفرانس شرق   |
| # | تیم                     | برد         | باخت        | درصد برد    | بازی‌های پشت‌سر |
| - | ----------------------- | ----------- | ----------- | ----------- | ------------- |
| ۱ | z-بوستون سلتیکس         | ۵۴          | ۲۸          | ۰٫۶۵۹       | –             |
| ۲ | y-کلیولند کاوالیرز      | ۴۹          | ۳۳          | ۰٫۵۹۸       | ۵             |
| ۳ | x-واشینگتن بولتز        | ۴۸          | ۳۴          | ۰٫۵۸۵       | ۶             |
| ۴ | x-فیلادلفیا سونتی‌سیکسرز | ۴۶          | ۳۶          | ۰٫۵۶۱       | ۸             |
| ۵ | x-بوفالو براوز          | ۴۶          | ۳۶          | ۰٫۵۶۱       | ۸             |
|   |                         |             |             |             |               |
| ۶ | هیوستون راکتس           | ۴۰          | ۴۲          | ۰٫۴۸۸       | ۱۴            |
| ۷ | نیویورک نیکس            | ۳۸          | ۴۴          | ۰٫۴۶۳       | ۱۶            |
| ۸ | نیو اورلینز جاز         | ۳۸          | ۴۴          | ۰٫۴۶۳       | ۱۶            |
| ۹ | آتلانتا هاوکس           | ۲۹          | ۵۳          | ۰٫۳۵۴       | ۲۵            |

### سری‌های فصل عادی
بوستون در چهار بازی فصل عادی، فینیکس را شکست داد و این تیم را جارو کرد.
| ۲۶ دسامبر ۱۹۷۵ |

|  |

| بوستون سلتیکس ۱۱۲, فینیکس سانز ۱۰۶ |

| ۲۱ ژانویه ۱۹۷۶ |

|  |

| فینیکس سانز ۱۰۰, بوستون سلتیکس ۱۱۴ |

| ۱۳ فوریه ۱۹۷۶ |

|  |

| بوستون سلتیکس ۱۰۹, فینیکس سانز ۱۰۸ |

| ۳۱ مارس ۱۹۷۶ |

|  |

| فینیکس سانز ۱۰۲, بوستون سلتیکس ۱۲۲ |

## خلاصه سری

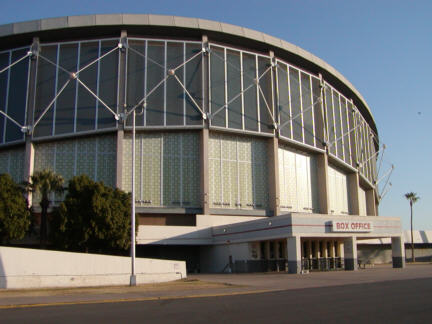
ورزشگاه یادبود جانبازان آریزونا در فینیکس

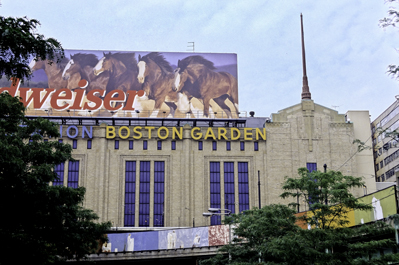
ورزشگاه بوستون گاردن در بوستون

| بازی   | تاریخ             | تیم میزبان | نتیجه                   | تیم مهمان |
| ------ | ----------------- | ---------- | ----------------------- | --------- |
| بازی ۱ | ۲۳ مه (یکشنبه)    | بوستون     | ۹۸–۸۷                   | فینیکس    |
| بازی ۲ | ۲۷ مه (پنج‌شنبه)   | بوستون     | ۱۰۵–۹۰                  | فینیکس    |
| بازی ۳ | ۳۰ مه (یکشنبه)    | فینیکس     | ۱۰۵–۹۸                  | بوستون    |
| بازی ۴ | ۲ ژوئن (چهارشنبه) | فینیکس     | ۱۰۹–۱۰۷                 | بوستون    |
| بازی ۵ | ۴ ژوئن (جمعه)     | بوستون     | ۱۲۸–۱۲۶ (وقت اضافه سوم) | فینیکس    |
| بازی ۶ | ۶ ژوئن (یکشنبه)   | فینیکس     | ۸۰–۸۷                   | بوستون    |

برتری بوستون برابر فینیکس، ۴ بر ۲

### بازی ۱
| ۲۳ |

| Rapport |

| فینیکس سانز ۸۷, بوستون سلتیکس ۹۸               |  |                        |
| امتیاز بر پایه وقت: ۲۰-۲۲, ۱۹-۲۲, ۲۷–۲۷, ۱۹-۲۷ |  |                        |
| امتیاز: Alvan Adams ۲۶                         |  | امتیاز: Dave Cowens ۲۵ |
| بوستون پیشتاز سری ۱ بر ۰                       |  |                        |

### بازی ۲
| ۲۷ |

| Rapport |

| فینیکس سانز ۹۰, بوستون سلتیکس ۱۰۵              |  |                        |
| امتیاز بر پایه وقت: ۲۵-۲۴, ۱۶-۲۲, ۱۶-۳۴, ۳۳-۲۵ |  |                        |
| امتیاز: Paul Westphal ۲۸                       |  | امتیاز: جان هاولیچک ۲۳ |
| بوستون پیشتاز سری ۲ بر ۰                       |  |                        |

### بازی ۳
| ۳۰ |

| Rapport |

| بوستون سلتیکس ۹۸, فینیکس سانز ۱۰۵              |  |                        |
| امتیاز بر پایه وقت: ۱۷-۲۶, ۲۲-۲۶, ۲۶–۲۶, ۳۳-۲۷ |  |                        |
| امتیاز: جو جو وایت ۲۴                          |  | امتیاز: Alvan Adams ۳۳ |
| بوستون پیشتاز سری ۲ بر ۱                       |  |                        |

### بازی ۴
| ۲ |

| Rapport |

| بوستون سلتیکس ۱۰۷, فینیکس سانز ۱۰۹             |  |                          |
| امتیاز بر پایه وقت: ۳۰-۳۵, ۲۷-۲۵, ۲۳-۲۷, ۲۷-۲۲ |  |                          |
| امتیاز: جو جو وایت ۲۵                          |  | امتیاز: Paul Westphal ۲۸ |
| سری برابر ۲ بر ۲                               |  |                          |

### بازی ۵
| ۴ |

| Rapport |

| فینیکس سانز ۱۲۶, بوستون سلتیکس ۱۲۸ (وقت اضافه سوم)                                                       |  |                                                                       |
| امتیاز بر پایه وقت: ۱۸-۳۶, ۲۷-۲۵, ۲۷-۱۶, ۲۳-۱۸ - وقت اضافه یکم ۶–۶ وقت اضافه دوم ۱۱–۱۱, وقت اضافه: ۱۴–۱۶ |  |                                                                       |
| امتیاز: Sobers, Westphal ۲۵ ریباند: Curtis Perry 15 پاس : Perry, Sobers ۶                                |  | امتیاز: جو جو وایت ۳۳ ریباند: جان هاولیچک، Cowens ۵ پاس: جو جو وایت ۹ |
| بوستون پیشتاز سری ۳ بر ۲                                                                                 |  |                                                                       |

### بازی ۶
| ۶ |

| Rapport |

| بوستون سلتیکس ۸۷, فینیکس سانز ۸۰               |  |                        |
| امتیاز بر پایه وقت: ۲۰–۲۰, ۱۸-۱۳, ۱۹-۲۳, ۳۰-۲۴ |  |                        |
| امتیاز: چارلی اسکات ۲۵                         |  | امتیاز: Alvan Adams ۲۰ |
| بوستون برندهٔ سری ۴ بر ۲                        |  |                        |